# بولگوین
بولگوین شهری در شهرستان رولو در استان بام در بورکینافاسوی شمالی است و جمعیت آن ۱۰۲۵ نفر است.